# Beccariella vieillardii
Beccariella vieillardii är en tvåhjärtbladig växtart som först beskrevs av Henri Ernest Baillon, och fick sitt nu gällande namn av Swenson, Bartish och Jérôme Munzinger. Beccariella vieillardii ingår i släktet Beccariella och familjen Sapotaceae. Inga underarter finns listade i Catalogue of Life.